# Henri Bortoft
Peter Henri Bortoft (1938-29 de diciembre de 2012) fue un investigador independiente, profesor, conferenciante y escritor británico sobre física y filosofía de la ciencia. Es conocido por su obra The Wholeness of Nature (La naturaleza como totalidad), considerada una interpretación reciente relevante y original de la ciencia goetheana.
Su última obra Taking Appearance Seriously: The Dynamic Way of Seeing in Goethe and European Thought (Tomando lo aparente seriamente. La visión dinámica en Goethe y el pensamiento europeo) se publicó en 2012.

## Biografía
Bortoft completó sus estudios en la Universidad de Hull y luego realizó una investigación de posgrado en el Birkbeck College sobre los fundamentos de la física cuántica, donde el físico teórico David Bohm le introdujo al problema de la totalidad en la teoría cuántica.
Posteriormente, Bortoft trabajó con John G. Bennett en "Systematics" (Sistemática, también conocida como "Multi-Term Systems", Sistemas de Término Múltiple), que era la metodología de Bennett para ayudar a la comprensión sistemática y progresiva de los sistemas, la complejidad y la integridad, y conjuntamente con Bennett y Kenneth W. Pledge en el desarrollo de un lenguaje formal que describiera rigurosamente la actividad científica. Dichos esfuerzos se publicaron en Systematics: The Journal of the Institute for the Comparative Study of History, Philosophy and the Sciences, que se enumeran a continuación.
Bortoft enseñó física y filosofía de la ciencia en el Schumacher College en el marco del programa de Ciencias holísticas. Realizó numerosas conferencias y seminarios en Gran Bretaña y Estados Unidos sobre el trabajo científico de Johann Wolfgang von Goethe y sobre el desarrollo de la ciencia moderna.
Bortoft murió el 29 de diciembre de 2012 en su casa de Matlaske, Norfolk.

## Obra
- Taking Appearance Seriously: The Dynamic Way of Seeing in Goethe and European Thought, Floris Books, 2012, ISBN 978-086315-927-5.
- The Wholeness of Nature: Goethe's way toward a science of conscious participation in nature, Lindisfarne Press, 1996, ISBN 978-0-940262-79-9; edición en castellano La naturaleza como totalidad. La visión científica de Goethe, Ediciones Atalanta.[8][9][10][11][12][13]
- Goethe's Scientific Consciousness, Octagon press, 1986, ISBN 978-0-904674-10-1. Goethe's Scientific Consciousness se reutiliza como parte II de la obra The Wholeness of Nature.
- "Counterfeit and Authentic Wholes", en D. Seamon y R. Mugerauer, eds.: Dwelling, Place and Environment: Toward a Phenomenology of Person and World, pp. 281–302, Columbia University Press, 1985.
- The Whole: Counterfeit and Authentic, Systematics, 9 (2) (septiembre de 1971), pp. 43–73.
- Review Discussion: A Systematic Critique of the Management of Science, Systematics, 7 (4) (marzo de 1971), pp. 347–351.
- The Ambiguity of ‘One’ and ‘Two’ in Young’s Experiment, Systematics, 8 (3) (diciembre de 1970).
- Language, Will, and the Fact, Systematics, 6 (3) (diciembre de 1968).
- “The Resolution by a Rigorous Descriptive Method of Some Dilemmas in Physical Science – Part 1”, Systematics, 4 (2) (septiembre de 1966). Este artículo refleja el desarrollo de la idea de Bortoft de un método descriptivo riguroso incluido en el artículo del año anterior señalado a continuación y reafirma el modelo descriptivo de manera más concisa y elegante, con un énfasis en la voluntad colectiva y sociológica de la comunidad científica.
- Con J. G. Bennett y K. W. Pledge: Towards an Objectively Complete Language: An essay in objective description as applied to scientific procedure, Systematics, 3 (3) (diciembre de 1965).

## Edición en castellano
- Bortoft, Henri (2020). La naturaleza como totalidad. La visión científica de Goethe. Traducción Antonio Rivas, cartoné, 544 páginas, 17 ilustraciones, colección Liber naturae. Ediciones Atalanta. ISBN 978-84-120743-9-0.